# Jussiê
Jussiê Ferreira Vieira, mais conhecido como Jussiê (Nova Venécia, 19 de setembro de 1983) é um ex-futebolista brasileiro naturalizado francês que atua como atacante e meia. 

## Carreira
O seu início no futebol foi jogando a Copa A Gazetinha, defendendo a Fundação Castelo Branco (Funcab) da cidade de Colatina. Quem descobriu o jogador foi Hugo Horácio Cardoso que levou o menino para o time de base do Goytacaz Futebol Clube. Entre 2003 e 2004, jogou no Cruzeiro e em clubes do Japão de da França. Retornou, brevemente para o Cruzeiro, mas retornou a Europa. 
Em 2016, assinou um pré-contrato com o Clube Atlético Paranaense, mas antes de ser confirmado no time, desistiu de voltar ao Brasil.

## Títulos
Cruzeiro
- Campeonato Brasileiro: 2003
- Copa do Brasil: 2003
- Campeonato Mineiro: 2003, 2004

Bordeaux
- Ligue 1: 2008–09
- Copa da Liga Francesa: 2006–07, 2008–09
- Supercopa da França: 2009